# Anthony Indelicato
Anthony „Bruno“ Indelicato (* 1947), alias „Bruno“ und „Whack-Whack“,
war Gangster in der New Yorker Mafiafamilie Bonanno. Er war Vollmitglied der Mafia und hatte die Stellung eines „Capo“ inne, d. h. ihm unterstand eine Crew. Einer großen Öffentlichkeit wurde er durch die Arbeit des Undercoveragenten Joseph Pistone alias Donnie Brasco bekannt.

## Leben
Anthony Indelicato war Sohn des Gangsters Alphonse „Sonny Red“ Indelicato, einem mächtigen Capo der Bonanno-Familie. Indelicato ist Neffe von Gerard Indelicato, einem ehemaligen Special Assistant von Michael Dukakis, Gouverneur von Massachusetts und Präsidentschaftskandidat 1988. Anthony Indelicatos Frau ist Catherine Burke, Tochter des Lucchese-Associate Jimmy Burke.

### Galante-Mord
1979 nahm Anthony Indelicato am Mord des Bonanno-Bosses Carmine Galante teil.  Dieser hatte sich innerhalb seiner Familie und der anderen Fünf Familien Feinde gemacht, da er zu gierig geworden war und seine immensen Gewinne aus dem Drogengeschäft nicht teilen wollte. Die Kommission, der oberste Exekutivrat der amerikanischen Mafia, genehmigte schließlich seine Hinrichtung.
Am 12. Juli 1979 betrat Galante das „Joe and Mary Italian-American Restaurant“ in Bushwick, Brooklyn. Indelicato und drei weitere, einschließlich seines Cousins Steve Indelicato alias Steve Carter, betraten das Restaurant mit Skimasken getarnt und erschossen Galante, während dieser gerade sein Mittagessen einnahm. Als Belohnung für diesen Mord wurde Indelicato zum Capo ernannt.

### Three capos murder
Philip Rastelli übernahm die Familie Bonanno und wurde Boss. Er war zu der Zeit inhaftiert und dies weckte die Begehrlichkeiten von Anthonys Vater Al Indelicato. Insgesamt war die Familie in zwei Fraktionen gespalten: Die in den USA Geborenen auf der einen und die sizilianischen Einwanderer (Zips) auf der anderen Seite, die sich um Alphonse „Sonny Red“ Indelicato scharten.
Am 5. Mai 1981 wurden die drei rebellischen Capos der Zips-Fraktion in eine Falle gelockt und ermordet, ein Verbrechen, das als Three capos murder (Mord an den drei Capos) bekannt ist. Damit war die Rebellion niedergeschlagen.
Laut Aussage Pistones waren die verantwortlichen Mörder: Dominick Napolitano, John Cersani, Joseph Massino, Salvatore Vitale, Joseph DeSimone, Nicholas Santora, Vito Rizzuto, Louis Giongetti, Santo Giordano und Gerlando Sciascia. Benjamin Ruggiero und Cersani standen Schmiere und waren für die Leichenbeseitigung zusammen mit Napolitano, James Episcopia und Robert Capazzio verantwortlich.
Anthony Indelicato entging der Ermordung, weil er das Treffen durch Zufall verpasst hatte.

### Gefängnis
1986 wurde Indelicato wegen seiner Beteiligung am Galante-Mord im Mafia Commission Trial verurteilt. Am 19. November 1986 wurde er zu 40 Jahren Haft verurteilt. Er saß zunächst in Lewisburg, Pennsylvania. Er heiratete Catherine Burke 1992 im Gefängnis Terre Haute, Indiana. 1998 wurde Indelicato aus dem Gefängnis entlassen und zog nach Howard Beach, Queens. Obwohl er ursprünglich auf der Todesliste der Bonnanos gestanden hatte, wurde er wieder für die Familie als einer der erfolgreichsten Geldeintreiber tätig.

### Santoro-Mord
2001 nahm Indelicato am Mord an dem  Bonanno-Associate Frank Santoro teil, da er angedroht hatte, den Sohn des Bonanno-Capos Vincent „Vinny Gorgeous“ Basciano zu entführen. Santoro wurde erschossen, als er mit seinem Hund in der Bronx spazierenging. Indelicato hatte die Killer zum Tatort gefahren. 2007 wurde einer der Killer, Basciano, wegen Mordes verurteilt. Im Februar 2006 wurde Indelicato wegen Mordes an Santoro und wegen Racketeering angeklagt. Im August 2008 bekannte sich Indelicato schuldig und wurde so zu 20 Jahren verurteilt. Er sitzt seine Haft in der Fairton Federal Correctional Institution (FCI) in New Jersey ab. Er könnte im Jahre 2023 entlassen werden – er wäre dann 76 Jahre alt.

### Donnie Brasco
Dem FBI war es gelungen, den Undercoveragenten Joseph Pistone alias Donnie Brasco in die Bonanno-Familie einzuschleusen. Dieser machte Karriere und sollte zu einem Vollmitglied ernannt werden. Dafür hätte er jedoch mindestens einen Auftragsmord begehen müssen. Als man von ihm verlangte, Anthony Indelicato zu beseitigen, entschied sich das FBI, ihn abzuziehen.

## In der Populärkultur
- Indelicato wird als „Bruno“ im Spielfilm Donnie Brasco von Brian Tarantina dargestellt.
- James Burke, der Schwiegervater von Indelicato, wurde durch den Film Goodfellas von Martin Scorsese bekannt.
- Der Mafia Commission Trial wird in zahlreichen Spielfilmen wie etwa Boss of Bosses, Der Untergang der Cosa Nostra und The Mob – Der Pate von Manhattan erwähnt.